# Pseudomusius
Pseudomusius is een kevergeslacht uit de familie van de boktorren (Cerambycidae). De wetenschappelijke naam van het geslacht werd voor het eerst geldig gepubliceerd in 2011 door Villiers, Quentin & Vives.

## Soorten
Pseudomusius omvat de volgende soorten:
- Pseudomusius caerulescens Villiers, Quentin & Vives, 2011
- Pseudomusius fairmairei Villiers, Quentin & Vives, 2011
- Pseudomusius fuscicornis (Fairmaire, 1903)
- Pseudomusius maculiceps Villiers, Quentin & Vives, 2011
- Pseudomusius rubricollis (Fairmaire, 1899)